# Петрищев, Николай Андреевич
Николай Андреевич Петрищев (19 мая 1908, село Липовка, теперь в составе города Чапаевска Самарской области, Российская Федерация — 16 июля 1966, город Москва) — советский военный деятель, контр-адмирал. Член Ревизионной Комиссии КПУ в 1956—1960 годах.

## Биография
С 1927 года — в Военно-морском флоте СССР. В сентябре 1927 года — октябре 1931 года — курсант Военно-морского училища имени Фрунзе.
В декабре 1931 года — октябре 1935 года — помощник командира сторожевого корабля «Циклон».
В октябре 1935 года — сентябре 1936 года — исполняющий обязанности командира сторожевого корабля «Вихрь».
В сентябре 1936 года — январе 1937 года — исполняющий обязанности командира, а с января по апрель 1937 года — помощник командира эскадренного миноносца «Энгельс».
В апреле — декабре 1937 года — командир сторожевого корабля «Туча».
В декабре 1937 года — марте 1938 года — исполняющий обязанности командира эскадренного миноносца «Артём».
В марте 1938 года — январе 1939 года — командир эскадренного миноносца «Володарский». За нарушение воинской дисциплины в январе 1939 года Николай Андреевич отстранён от должности командира и назначен в распоряжение Военного Совета Балтийского флота, где находился до августа 1939 года.
В августе 1939 года — марте 1940 года — помощник командира, с марта 1940 года по июнь 1942 года — старший помощник командира, а с июня 1942 года по январь 1945 года — командир линейного корабля «Октябрьская революция» Балтийского флота. Участник советско-финской и Великой Отечественной войн.
Член ВКП(б) с 1942 года.
В январе 1945 года — декабре 1947 года — командир линейного корабля «Архангельск».
В декабре 1947 года — июле 1949 года — начальник штаба эскадры, временно исполняющий обязанности командира, а с июля по ноябрь 1949 года — командир бригады эсминцев Северного флота.
В декабре 1949 года — декабре 1951 года — слушатель военно-морского факультета Высшей военной академии имени К. Е. Ворошилова.
В декабре 1951 года — апреле 1953 года — командир бригады крейсеров.
В апреле 1953 года — декабре 1954 года — командир 50-й дивизии крейсеров Черноморского флота.
В декабре 1954 года — апреле 1957 года — командир Одесской военно-морской базы Черноморского флота.
В апреле — октябре 1957 года — член 5-й секции Морского научно-технического комитета ВМФ СССР.
В октябре 1957 года — июле 1966 года — адмирал-инспектор надводных сил инспекции ВМФ Главной инспекции Министерства обороны СССР.
Проживал в Москве. Похоронен на Головинском кладбище.

## Звание
- контр-адмирал (11.05.1949)

## Награды
- орден Ленина (1953)
- четыре ордена Красного Знамени (1943, 1947, 1949, 1956)
- два ордена Красной Звезды (1944, 1945)
- медали